# 〜世界にひとつ〜ミラクルレシピ!
『〜世界にひとつ〜ミラクルレシピ!』（せかいにひとつ ミラクルレシピ）は、2013年4月20日から2015年3月21日までテレビ朝日系列で放送されていた料理バラエティ番組。全90回。略称は『ミラクルレシピ』。味の素の一社提供。

## 概要
「家庭が変われば、料理も変わる」と言うキャッチフレーズで、日本全国から変わり種レシピを紹介する。
- その週のテーマ料理について独自のレシピを持つ家庭2組を、コック姿のリポーター（基本的に2人1組[注 1]）がそれぞれ訪問。レシピの作者が調理し、その料理を試食する。
- レシピの作者2組が今度はスタジオで調理し、スタジオ出演者が試食する。
- 各レシピに対し、審査員が3人とも札を上げれば「ミラクルレシピ」に認定され、番組サイトに掲載される。

第13回からは放送内容がマイナーチェンジされ、毎週1つの土地にリポーター（その週にスタジオ出演しない専門家審査員が加わることもある）が4人1組で訪れて変わり種レシピを紹介し、最後に紹介するレシピに対して審査をするという形式に変更された。また番組後期は初期のように家庭2組を紹介した上で、どちらのレシピを「ミラクルレシピ」に認定する方式に変更された。
2015年3月21日を以て終了。最終回ラストは後提供クレジット部分に番組終了の告知テロップを出したのみで、出演者からの番組終了の告知は無かった。また本番組の後番組『ごはんジャパン』は同年4月25日から2022年9月17日まで同時間帯にて放送（本番組と一部スタッフが共通する）。一方でスタジオ収録が廃止された関係で、代わりにロケ収録することになった。

## 出演者
MC
- 設楽統（バナナマン） - 前番組『雑学家族』より続投[要出典]。

アシスタント
- 竹内由恵（当時テレビ朝日アナウンサー）

専門家審査員
※毎回3名（男性2名・女性1名または男性1名・女性2名=有名人審査員も含む）ずつ出演。
※スペシャルの場合は4名（男性2名・女性2名=有名人審査員も含む）ずつ出演。
- 笠原将弘（「賛否両論」オーナー兼料理人）
- 吉岡英尋（「なすび亭」オーナーシェフ）
- 枝元なほみ（料理研究家）
- 大森麻里（料理研究家）
- 野永喜三夫（和食料理人）
- 陳建太郎（「四川飯店」グループ調理部長）
- SHIORI（料理研究家）
- 桝谷周一郎（「オステリアルッカ」オーナーシェフ）
- 五十嵐美幸（中華料理「美虎」シェフ）
- 秋元さくら（「モルソー」オーナーシェフ）
- 中嶋貞治（「新宿割烹 中嶋」料理長）
- 能勢和秀（「俺のフレンチ」総料理長）
- 工藤敏之（「ラ・ロシェル」総料理長）
- 神戸勝彦（「リストランテ マッサ」オーナーシェフ）
- 中村孝明（レストラン「孝明」オーナー）
- 有坂翔太（料理研究家）
- 薄公章（「ボン マルシェ」オーナーシェフ）
- 香山中宣（割烹「かのふ」店主）
- 堀知佐子（アンチエイジングレストラン「Rire」オーナー兼シェフ）

有名人審査員・試食ゲスト
※開始当初は設定なし。
- 坂下千里子[注 2]
- 山下真司[注 3]
- 優木まおみ[注 4]
- 井森美幸[注 5]
- KEIJI（EXILE）
- パパイヤ鈴木
- 堀ちえみ
- 高橋真麻
- 山瀬まみ
- 有村昆・丸岡いずみ夫妻[注 6]
- 岡江久美子[注 7]
- 松本伊代
- 浅香唯
- ホラン千秋
- 三代目中村橋之助（現・八代目中村芝翫）
- hitomi
- はしのえみ
- MEGUMI
- 大沢あかね
- 森尾由美
- 藤本美貴
- 中山エミリ
- LiLiCo
- 尾上松也
- 香坂みゆき
- 田中律子
- 山口もえ
- 羽野晶紀
- 早見優
- スザンヌ
- 細川茂樹
- 風間トオル
- 島崎和歌子
- 大渕愛子（弁護士）
- 濱田マリ
- 磯野貴理子
- 岡田圭右（ますだおかだ）
- 織田信成
- はるな愛
- 相田翔子
- ビビる大木
- 榊原郁恵
- 中尾彬

料理ゲスト
- 清水美沙
- 保坂尚希（フードアナリスト）
- 有森也実
- 渡辺徹
- 島田洋七
- 藤田朋子
- 海老名香葉子・泰葉親子
- 潮田玲子
- 小倉優子
- 池波志乃

リポーター
※お笑いコンビ以外は組み合わせが変わることがある。
※スタジオ出演しない専門家審査員も加わることがある。
- TKO（木本武宏・木下隆行）
- ロッチ（コカドケンタロウ・中岡創一）
- 重盛さと美
- 福田彩乃
- 北陽（虻川美穂子[注 8]・伊藤さおり）
- 春日俊彰（オードリー）
- ハマカーン（浜谷健司・神田伸一郎）
- 菊地亜美（アイドリング!!!）
- 嗣永桃子（Berryz工房）
- アンガールズ（田中卓志・山根良顕）
- 西尾季隆（X-GUN）
- スギちゃん
- 神保悟志
- 鈴木奈々 - リポートだけでなく自らレシピ作りにも挑戦。しかし認定ならず。
- 山村紅葉
- やしろ優
- DAIGO（BREAKERZ）
- 伊吹吾郎
- 佐藤弘道
- ハライチ（澤部佑・岩井勇気）
- 松居直美[注 9]
- カンニング竹山
- 大島麻衣
- 東貴博（Take2）
- 小沢真珠
- 日村勇紀（バナナマン）[注 10]
- 加藤歩（ザブングル）
- 久保田磨希
- 松本明子
- チャンカワイ（Wエンジン）
- 塚地武雅（ドランクドラゴン）

ロケゲスト
- 小島よしお
- 李麗仙・大鶴義丹親子
- バービー（フォーリンラブ）

ナレーション
- 大江戸よし々

## 放送内容

### 2015年
頻繁に休止していた前番組『雑学家族』に比べ、本番組の休止は11回と極端に少なく（特に2014年は7月12日まで半年強も休止が無い）、2週連続休止も2013年10月19日・26日と2014年10月18日・同月25日の2回だけである。その一方で『雑学家族』では1回も行わなかった1時間SPが2回放送された。
なお直後番組への接続は、通常はステブレレスだったが、1月4日放送分での『THE追跡』（18:30 - 20:54）への接続は、唯一のクロスプログラム・ステブレ入りとなった。

## ネット局と放送時間
| 放送対象地域   | 放送局                       | 系列                                         | 放送時間                 | 遅れ       |
| -------------- | ---------------------------- | -------------------------------------------- | ------------------------ | ---------- |
| 関東広域圏     | テレビ朝日（EX）             | テレビ朝日系列                               | 土曜 18時30分 - 18時56分 | 【制作局】 |
| 北海道         | 北海道テレビ（HTB）          | テレビ朝日系列                               | 土曜 18時30分 - 18時56分 | 同時ネット |
| 青森県         | 青森朝日放送（ABA）          | テレビ朝日系列                               | 土曜 18時30分 - 18時56分 | 同時ネット |
| 岩手県         | 岩手朝日テレビ（IAT）        | テレビ朝日系列                               | 土曜 18時30分 - 18時56分 | 同時ネット |
| 宮城県         | 東日本放送（KHB）            | テレビ朝日系列                               | 土曜 18時30分 - 18時56分 | 同時ネット |
| 秋田県         | 秋田朝日放送（AAB）          | テレビ朝日系列                               | 土曜 18時30分 - 18時56分 | 同時ネット |
| 山形県         | 山形テレビ（YTS）            | テレビ朝日系列                               | 土曜 18時30分 - 18時56分 | 同時ネット |
| 福島県         | 福島放送（KFB）              | テレビ朝日系列                               | 土曜 18時30分 - 18時56分 | 同時ネット |
| 新潟県         | 新潟テレビ21（UX）           | テレビ朝日系列                               | 土曜 18時30分 - 18時56分 | 同時ネット |
| 長野県         | 長野朝日放送（abn）          | テレビ朝日系列                               | 土曜 18時30分 - 18時56分 | 同時ネット |
| 静岡県         | 静岡朝日テレビ（SATV）       | テレビ朝日系列                               | 土曜 18時30分 - 18時56分 | 同時ネット |
| 石川県         | 北陸朝日放送（HAB）          | テレビ朝日系列                               | 土曜 18時30分 - 18時56分 | 同時ネット |
| 中京広域圏     | 名古屋テレビ（メ〜テレ/NBN） | テレビ朝日系列                               | 土曜 18時30分 - 18時56分 | 同時ネット |
| 近畿広域圏     | 朝日放送（ABC）              | テレビ朝日系列                               | 土曜 18時30分 - 18時56分 | 同時ネット |
| 広島県         | 広島ホームテレビ（HOME）     | テレビ朝日系列                               | 土曜 18時30分 - 18時56分 | 同時ネット |
| 山口県         | 山口朝日放送（yab）          | テレビ朝日系列                               | 土曜 18時30分 - 18時56分 | 同時ネット |
| 香川県・岡山県 | 瀬戸内海放送（KSB）          | テレビ朝日系列                               | 土曜 18時30分 - 18時56分 | 同時ネット |
| 愛媛県         | 愛媛朝日テレビ（eat）        | テレビ朝日系列                               | 土曜 18時30分 - 18時56分 | 同時ネット |
| 福岡県         | 九州朝日放送（KBC）          | テレビ朝日系列                               | 土曜 18時30分 - 18時56分 | 同時ネット |
| 長崎県         | 長崎文化放送（ncc）          | テレビ朝日系列                               | 土曜 18時30分 - 18時56分 | 同時ネット |
| 熊本県         | 熊本朝日放送（KAB）          | テレビ朝日系列                               | 土曜 18時30分 - 18時56分 | 同時ネット |
| 大分県         | 大分朝日放送（OAB）          | テレビ朝日系列                               | 土曜 18時30分 - 18時56分 | 同時ネット |
| 鹿児島県       | 鹿児島放送（KKB）            | テレビ朝日系列                               | 土曜 18時30分 - 18時56分 | 同時ネット |
| 沖縄県         | 琉球朝日放送（QAB）          | テレビ朝日系列                               | 土曜 18時30分 - 18時56分 | 同時ネット |
| 宮崎県         | テレビ宮崎（UMK）            | フジテレビ系列 日本テレビ系列 テレビ朝日系列 | 木曜 10時45分 - 11時15分 | 遅れネット |
| 鳥取県・島根県 | 山陰放送（BSS）              | TBS系列                                      | 金曜 10時00分 - 10時26分 | 遅れネット |
| 福井県         | 福井放送（FBC）              | 日本テレビ系列 テレビ朝日系列                | 土曜 9時30分 - 9時56分   | 遅れネット |
| 山梨県         | 山梨放送（YBS）              | 日本テレビ系列                               | 木曜 9時55分 - 10時21分  | 遅れネット |
| 富山県         | 北日本放送（KNB）            | 日本テレビ系列                               | 土曜 10時00分 - 10時26分 | 遅れネット |
| 徳島県         | 四国放送（JRT）              | 日本テレビ系列                               | 土曜 10時00分 - 10時26分 | 遅れネット |
| 高知県         | 高知放送（RKC）              | 日本テレビ系列                               | 土曜 9時30分 - 9時56分   | 遅れネット |

## スタッフ
- ナレーション：大江戸よし々
- 構成：大平尚志、今村クニト
- ＴＭ：福元昭彦（第60回から）
- ＴＤ：山口崇（俳優の山口崇とは無関係）
- ＶＥ：菅原将
- ＡＵＤ：根岸史人
- ＬＤ：合田憲司
- ロケ技術：TSP、ViViA
- 美術：井磧伸介
- 美術デザイン：加藤由紀子
- 美術進行：清水基恵
- 装置 (第54回～)：野間恵美子
- 大道具：三宅紀之
- 電飾：青羽亮
- 小道具：石井琢也
- 花・装飾：山入端亜土（以前は前西原亜戸と表記）
- 特効 (第54回～)：大野晃一
- メイク：堤久美子
- ＥＥＤ：石井謙作（フリーエディター・第19回から）
- ＭＡ：杉山正
- 音響効果：岩谷知朗
- ＴＫ：安達真理
- ＣＧデザイン：形部まり子
- 編成：二階堂義明（一時離脱時期あり）
- 営業：小磯友宏
- 宣伝：樽井勝弘
- コンテンツビジネス：長谷川主水
- ＷＥＢ制作：メディプレ
- 協力：Fissler、iwaki ／ テイクシステムズ、テレビ朝日クリエイト、ヌーベルアージュ
- リサーチ：石井千鶴
- フードコーディネーター：あまこようこ
- ＡＤ：工藤真大（ディレクター担当回あり）、片岡伸幸（一時離脱時期あり）、桑幡翔、栁川雄洋、二石英憲、尾脇誠、青山直人
- ＡＰ：三田村奈緒子、近添有賀、大内涼子、肝付誉子
- ディレクター：四戸美穂、武藤和也、黒原竜二、青葉範男、福地浩之、田中絵美
- チーフディレクター：松岡智洋（ViViA）、松谷夢々（えすと）
- プロデューサー：青山幸光（第62回から）、引地夏規（第62回から）、藤井裕久（演出兼務）、丸山佳夫（ViViA）、大垣信良（えすと）
- ゼネラルプロデューサー：山下浩司（第62回から）
- 制作著作：テレビ朝日

### 過去のスタッフ
- ＧＰ (ゼネラルプロデューサー)：保坂広司（第61回まで）
- 構成：長谷川優（第80回まで）
- 編成：吉川徹、二階堂義明、山本文隆、池田佐和子、船引貴史
- 営業：山下純平
- ＡＰ：横田侑子、藤野広子、本多里子、牧野亜佐美、倉田圭子、松尾佳代子、野々垣慶太、加藤文仁
- ＡＤ：井上智博、曽山奈美、松葉瀬洋、友枝あす香、遠藤隼人
- ディレクター：田澤実、石岡孝利、井出和生、陣川友裕、岡順一郎、林大輔、鈴木賢一、宮澤拓郎、大森亮平、大嶋健彦、江橋純一（第68回までAD）
- ＴＭ：大島秀一（第60回まで）
- ＶＥ：斉藤竜也、山田由香、橋口司、喜多浩介
- ＡＵＤ：加藤翠、江尻和茂
- ＬＤ：西川知里
- 美術進行：豊田裕基（第53回まで）
- メイク：萩山夏海（第53回まで）
- ＥＥＤ：三井慎一郎、坂田誠司、千田稔
- ＭＡ：元木綾美、横山圭美
- ＴＫ：渡辺千智、草野麻里
- ＷＥＢ制作：福島亘
- リサーチ：ノマド